# Frederik H. Block
Jens Frederik Horsens Block (født Jens Friederich Horsens 2. november 1816 i Nakskov – 14. marts 1892 på Kokkedal Slot) var en dansk diplomat, handelsmand og godsejer.

## Tiden i Østen
Jens Frederik Horsens var søn af købmand, senere gæstgiver Christen Jensen Horsens (1782-1833) og Karen Marie Nielsdatter (ca. 1788-1827). I 1846 kom han til Hong Kong og blev ansat i handelsfirmaet John Burd & Co., som var stiftet af den skotske kaptajn John Burd (1794-1855), der fra 1845 var den første danske konsul i regionen, og danskeren Mads Johansen Lange ca. 1839 i Canton, Kina. Firmaet var flyttet til Hong Kong i 1842, hvor det bl.a. drev rederi, og dets indehaver var dansk konsul. 1855 blev han leder af firmaet og dermed samtidig dansk konsul. Han tjente på få år en meget stor formue. I sin tid i Østen antog han navnet Block.

## Godsejer
Maj 1863 tog Block hjem til Danmark, hvorpå nordmanden Georg J. Helland efterfulgte Block som partner og dansk konsul. Efter sin hjemkomst indgik han i kredsen omkring kong Frederik VII og Grevinde Danner og købte 1864 af etatsråd Malthe Bruun Nyegaard Kokkedal Slot (Nordsjælland), som han rev ned og erstattede (1865-66) med et nyt og større slot samt avlsgård mm. tegnet af arkitekt C.V. Nielsen. 
Nogle år senere købte han af Harald David ved skøde af 4. marts 1869 såvel Folehavegård som Rungstedgård med alt tilliggende for en købesum af 250.000 Rdl., men solgte tre år senere disse ejendomme ved skøde af 2. april 1872 til købmand i Hull Carl Christian Brøchner for 275.000 Rdl. I 1871 havde han også her ladet opføre nye økonomi- og staldbygninger. I 1872 købte han i stedet Sophienberg, som han beholdt til sin død.

## Ægteskab og adoptivbørn
Han blev gift 25. maj 1864 i Nakskov med Caroline Kirstine Horsens, født Torp (26. juli 1833 i Nakskov – 12. januar 1897 i København, gift 1. gang 1852 med F.H. Blocks broder købmand, Carl Johan Horsens, 1825-1857), datter af skomagermester, forligsmægler Peter Poulsen Torp (1800-1877) og Cathrine Hansdatter (1799-1869). Hun fortsatte som enke med at bebo Kokkedal Slot til sin død. Parret havde ingen børn, men flere plejebørn, hvoraf han adopterede en søn og tre døtre: Ruth Block, gift med komponisten Peter Erasmus Lange-Müller, en anden datter, Sigrid Anna Tekla, gift med læge Christian Frederik von Bentzen, og en adoptivdatter, Harriet Block, som var gift med bankdirektør Axel Heide. Heide overtog Kokkedal Slot, mens Lange-Müller fik Sophienberg.
Block blev Ridder af Dannebrog i 1863. Han og hustruen stiftede 1885 et legat, Konsul F.H. Blocks og Hustrus Legat, for "værdige trængende i Hørsholm Sogn". Desuden blev 18. december 1897 oprettet Konsul F.H. Block og Hustrus Fribolig i Tilegade i Nakskov for 3 ugifte damer eller enker.
Han er begravet på Hørsholm Kirkegård.

## Gengivelser
- Der findes portrætmalerier af August Schiøtt og Henrik Olrik i familieeje
- Fotografi af Ludvig Grundtvig (Det Kongelige Bibliotek)